# Alliance des progressistes

Logo de l'Alliance des Progressistes

L'Alliance des Progressistes fut une coalition de centre gauche pour les élections générales italiennes de 1994. 
Cette coalition, alliée pour soutenir Achille Occhetto comme candidat à la présidence du Conseil, rassemblait des formations très différentes :
- Parti démocrate de la gauche (socialisme démocratique) ;
- Parti de la refondation communiste (eurocommunisme) ;
- Fédération des Verts (écologie politique) ;
- Parti socialiste italien (social-démocratie) ;
- Mouvement pour la démocratie - Le réseau (populisme) ;
- Alliance démocrate (social libéralisme).

La coalition se brise dès 1995, remplacée par L'Olivier.